# East Mountain (Texas)
East Mountain es una ciudad ubicada en el condado de Upshur en el estado estadounidense de Texas. En el Censo de 2010 tenía una población de 797 habitantes y una densidad poblacional de 149,96 personas por km².

## Geografía
East Mountain se encuentra ubicada en las coordenadas 32°35′9″N 94°51′29″O / 32.58583, -94.85806. Según la Oficina del Censo de los Estados Unidos, East Mountain tiene una superficie total de 5.31 km², de la cual 5.29 km² corresponden a tierra firme y (0.44%) 0.02 km² es agua.

## Demografía
Según el censo de 2010, había 797 personas residiendo en East Mountain. La densidad de población era de 149,96 hab./km². De los 797 habitantes, East Mountain estaba compuesto por el 92.47% blancos, el 2.76% eran afroamericanos, el 0.75% eran amerindios, el 0.38% eran asiáticos, el 0.13% eran isleños del Pacífico, el 1.38% eran de otras razas y el 2.13% pertenecían a dos o más razas. Del total de la población el 4.39% eran hispanos o latinos de cualquier raza.